# Disney Club
Disney Club (con distintas traducciones y variaciones del término según cada país) es la denominación de los programas de televisión asociados con las producciones de Disney que se emitieron en muchas cadenas durante las décadas de los años 1990 y los primeros 2000, principalmente en Europa y América. Es considerado como una franquicia de programas contenedor Infantil y Juvenil, conducidos por un grupo de niños y adolescentes, en los que además de presentarse las series Disney del momento y sus cortometrajes clásicos, se intercalaban con diversos concursos infantiles, gags cómicos entre los presentadores, contenía segmentos de manualidades, deportes, música, información referente a los diversos productos de Disney y demás entretenimiento para niños, niñas y adolescentes.

## Tabla de Emisiones de Disney Club en el mundo
| - Disney Club (1993-2000) - Disney CRUJ (2001-2003) |

| - Marco Antônio Costa - Diego Ramiro - Leonardo Sierra Monteiro - Caíque Benigno - Jussara Marques - Danielle Lima - Murilo Troccoli |

| - Tu Hora Disney (1993-1995) - Disney Club (2000-2005) |

| - Jairo Alonso Vargas. (1993-1995) - Humberto Cancio Peroza (2000-2005) |

| - El Mundo de Disney (1990-1993) - Disneylandia (1990-1991) - Mañanas de Disney (1993-1994) - El Club de Disney (1993-1998) - Disneymanía (2004) - Club Disney (2004-2010) |

| - Antonella Ponce. (2004-2010) - Manuela Merchan. (2004-2010) - María Emilia Cevallos. (2004-2010) - Paloma Velasco. (2004-2010) - Renata Domínguez. (1990-1998) |

| - Guillermo Aponte Mille - Ahichell Sánchez - Altair Jarabo - Dali González - Seidy Bercht - Yojath. |

| - Juan José Pardo (1990-1996). - Luis Miguel Torrecillas (1990-1992) - Susana Espelleta (1990-1992). - Mónica Aragón (1992-1996) - Marc Azcona (1992-1996). - David Carrillo (1996-2000). - Daniel Bermejo (1996). - Diana Wrana (1996). - Jordi Cruz (1997-2000). - Elena Ballesteros (1997). - Elena Jiménez (1998-2002). - Vanessa Martyn (1997-2002). - Jimmy Castro (2000-2007). - Miguel Ángel Antelo (2000-2001). - Adán Yorca (2001-2002). - Ana Ruiz (2002-2004). - José Pozo (2002-2004). - Natalia Pallás (2002-2004) - Jorge Blass (2003-2004) - Yanira Ruiz (2004-2007) - Natalia Benito (2004-2007) - Sergio Bermúdez (2004-2007) - Gonzalo Gutiérrez (2004-2007) |

     País que actualmente está emitiendo Disney Club.
     País que no planea emitir una nueva edición de Disney Club.